# Luci Clodi
Luci Clodi (llatí: Lucius Clodius) va ser un polític romà que pertanyia a la branca plebea de la gens Clàudia.
Va ser praefectus fabrum amb el cònsol Api Claudi Pulcre l'any 51 aC, i l'any 43 aC fou designat tribú de la plebs.
Es podria tractar del mateix personatge que Clodi Bitínic, que combaté en la Guerra de Perusa i, després d'haver estat capturat, fou executat el 40 aC.